# Aeroporto di Verona

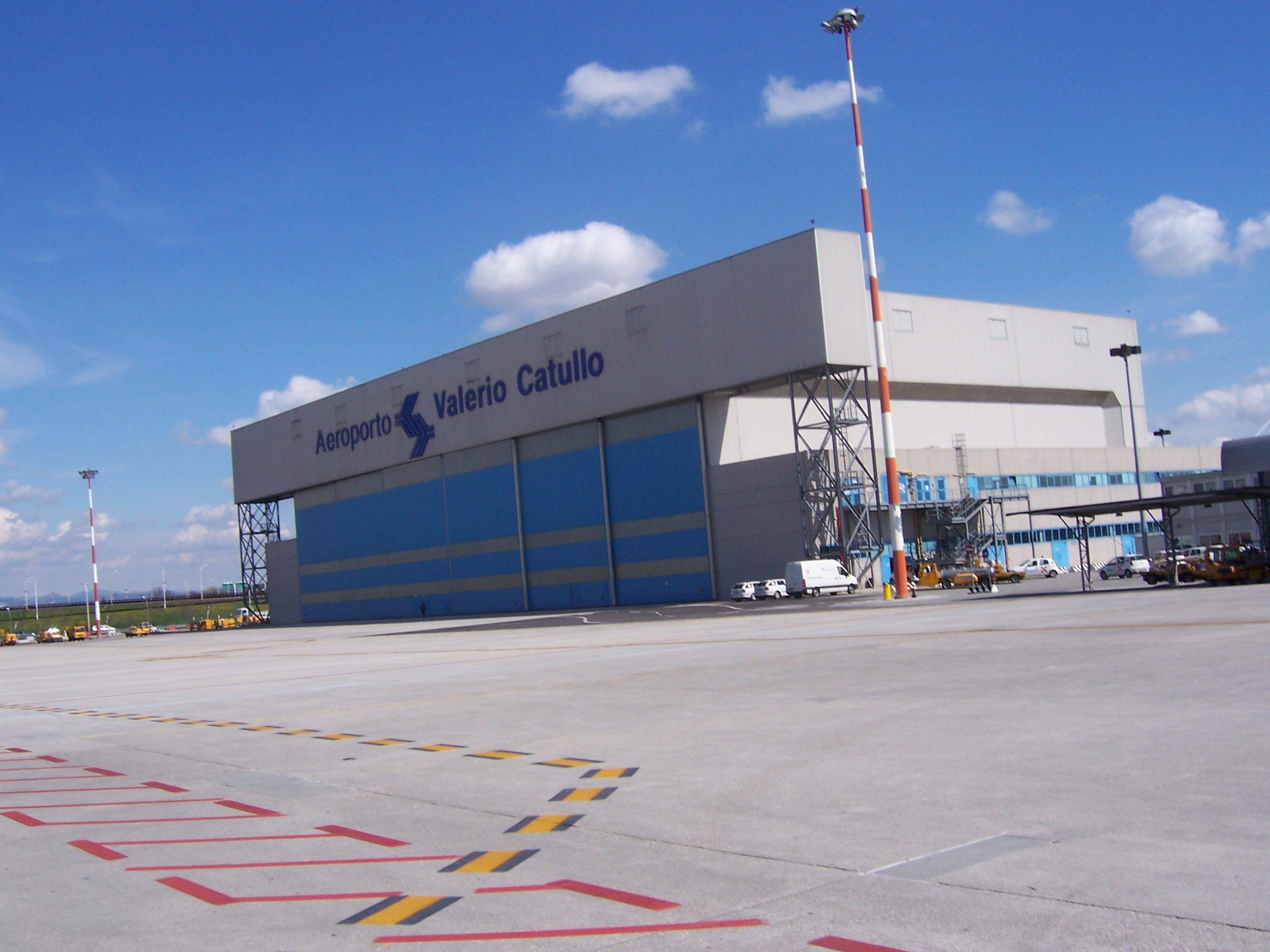
Hangar op de luchthaven van Verona

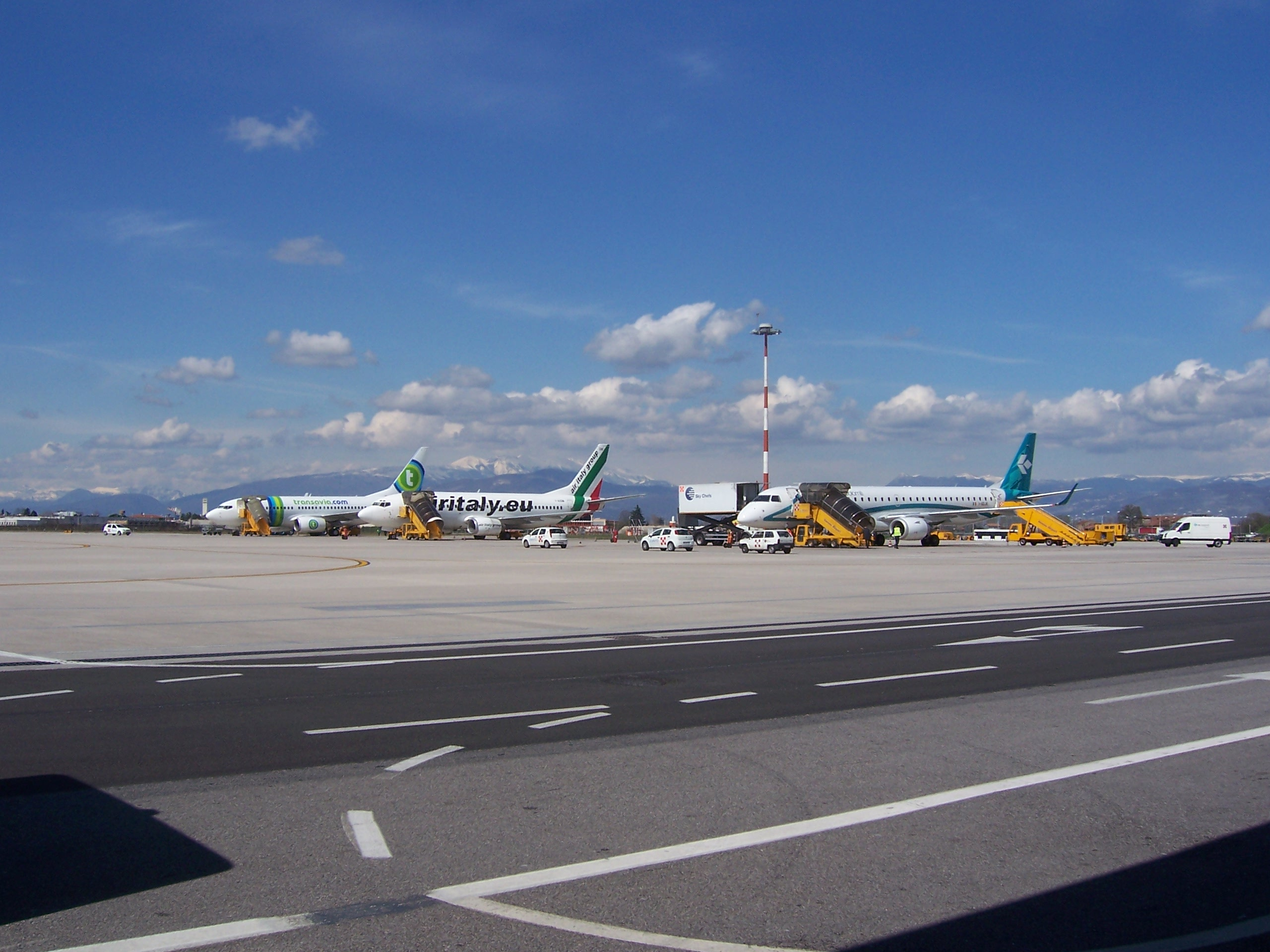
Vliegtuigen op de luchthaven van Verona

De luchthaven Verona (Italiaans: Aeroporto di Verona) (IATA: VRN, ICAO: LIPX) is gelegen op 5 km van de Italiaanse stad Verona. Het is de belangrijkste luchthaven nabij het Gardameer en vormt samen met Luchthaven Brescia de Garda luchthavens (Aeroporti di Garda).

## Geschiedenis
De luchthaven van Verona werd in de Tweede Wereldoorlog al gebruikt als militaire luchthaven, pas vanaf 1960 wordt de luchthaven ook voor civiele doeleinden gebruikt.
In de eerste jaren bleef de luchthaven zeer klein, er waren enkele vluchten naar Europese bestemmingen en een dagelijkse verbinding met Rome. Aan het eind van de jaren 70 werd er voor het eerst geïnvesteerd in degelijke infrastructuur. In december 1978 werd Aeroporto Valerio Catullo di Verona Villafranca Spa, de beheersmaatschappij van de luchthaven opgericht. Vele lokale besturen hebben een aandeel in deze maatschappij.
De luchthaven bleef groeien en in 1990 breidde ze fors uit. De terminal en de parking werden vergroot en er werd een weg aangelegd die de luchthaven verbindt met de nieuwe ringwegen die aangelegd werden voor het wereldkampioenschap voetbal in 1990.
1995 was het eerste jaar dat er meer dan een miljoen passagiers gebruik maakten van de luchthaven. In 2001 was dit aantal al gegroeid tot twee miljoen passagiers en in 2006 vervoerde de luchthaven voor het eerst meer dan drie miljoen passagiers in een jaar.
Om tegemoet te komen aan het stijgende aantal passagiers werd in 2006 een nieuwe aankomsthal geopend. De oude aankomsthal werd aan de vertrekhal toegevoegd.